# 데바다시

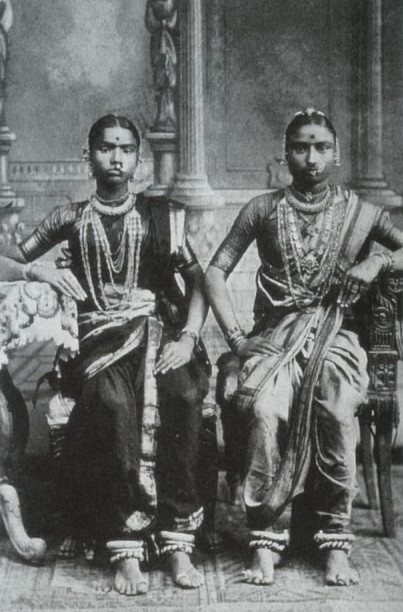
1920년경 남인도의 데바다시.

데바다시(Devadasi)는 여생을 신이나 사원을 숭배하고 섬기는 인도의 여성 예술가들을 말한다. 그 헌신은 결혼식과 다소 유사한 의식에서 이루어진다. 이 여성들은 사원을 돌보고 의식을 수행하는 것 외에도 바라타나탐, 모히니야탐, 쿠치푸디, 오디시와 같은 인도의 고전적인 춤을 배우고 연습한다. 무용수, 음악가, 협연자로서의 이들의 지위는 사원 예배에서 필수적인 부분이었다.
6세기와 13세기 사이에 데바다시들은 사회에서 높은 지위와 품위를 가졌고 예술의 수호자로 여겨지면서 유난히 부유했다. 이 기간 동안, 왕실의 후원자들은 그들에게 땅, 재산, 보석의 선물들을 제공했다. 데바다시가 된 여성들은 종교적인 의식, 춤을 배우며 그들의 시간을 보냈다. 데바다시들은 독신 생활을 할 것을 요구받았지만, 몇 가지 예외가 있었다.
영국령 인도 시대에 사원의 후원자였던 왕들이 힘을 잃으면서 사원 예술가 공동체들도 그 의미를 상실하게 되었다. 그 결과 데바다시는 전통적인 후원과 후원의 수단을 상실한 채 방치되었고, 이제는 매춘과 공통적으로 연관되었다. 영국의 통치 기간 중 데바다시의 행위는 1934년 봄베이 데바다시 보호법을 시작으로 금지되었다. 영국 식민지 정부가 데바다시와 비종교적인 스트리트 댄서를 구별할 수 없었기 때문에 데바다시의 행위에 대한 식민지적 관점은 여전히 논쟁 중에 있다.
오늘날 인도에서 데바다시 제도는 아직 초보적인 형태로 존재하지만, 시대에 따라 사회적 행동주의의 압력을 받아 마드라스는 1947년, 안드라프라데시주는 1988년에 데바다시 금지법을 제정하는 등 일부 주정부에서는 데바다시를 불법화하고 있다.

## 같이 보기
- 아동 성매매